# Marcel Wibault
Marcel Wibault (né le 13 juillet 1904 à Besançon et mort le 28 février 1998 à Chamonix) est un peintre connu aujourd'hui surtout pour ses nombreuses peintures de montagnes représentant le Mont-Blanc, Chamonix, les grandes cimes des Alpes, les chalets, les fleurs.

## Biographie
Il fait ses premiers pas dans l'art en effectuant des esquisses de soldats du 60e régiment d’infanterie de Besançon. Il devient par la suite élève des Beaux-Arts. Bien plus tard il découvre, en tant que Membre du Club alpin français, les Alpes et ses paysages grandioses qui s'offrent à l'artiste encore à la recherche de son propre style.
Au début des années 1930, il s'établit à Chamonix-Mont-Blanc et découvre, en ces temps troublés, les départements de la Savoie et de la Haute-Savoie.
Encouragé par sa femme, un Parisienne venue le rejoindre, Marcel Wibault peint la montagne et ses alentours. Vivant à Chamonix, il parcourt les alentours équipé de son matériel de peinture. Il peut produire des œuvres en une seule séance.
Mandaté par le musée d’histoire naturelle et la ville de Genève en Suisse, en véritable géologue averti, il peint de nombreuses roches. Dans les années 1960, il témoigne également, par sa peinture, de la réalisation du Tunnel du Mont-Blanc.
Marcel Wibault reçut de nombreuses commandes d'amateurs d'art et put vivre en partie de son art. Il fut également un maître pour son fils Lionel Wibault qui, lui aussi, est peintre. Dans son chalet de Chamonix, l’Alpenrose, il réalisa certains de ses meubles et y sculpta de nombreux personnages.

## Œuvres
(liste non exhaustive à compléter)
- Montagnes et chalets, harmonie pastorale
- Plan de la Cry
- La Chaîne du Mont blanc

## Hommages
- L'Espace mémoire chalet l’Alpenrose

Cet espace est un musée consacré à l'artiste. Il s'agit de l'ancienne habitation de M. Wibault à Chamonix.
- L'Association La mémoire de Marcel Wibault

Celle-ci a pour objet de veiller aux œuvres de l'artiste ainsi que de le promouvoir en organisant des expositions...